# 長野県道425号払沢富士見線
長野県道425号払沢富士見線（ながのけんどう425ごう はらいざわふじみせん）は、長野県諏訪郡原村と富士見町を結ぶ一般県道。中央自動車道諏訪南インターチェンジから終点までの間は長野県道90号諏訪南インター線（主要地方道）と重複している。

## 概要
当初の終点は国道20号の神戸八幡交差点で、現在の諏訪南ICを過ぎてからすずらんの里駅方面へ降り、御射山神戸地区内を通過する路線であった。その後高速道路のインターチェンジが建設されるにあたり、国道20号とのアクセス道路も建設され、そのアクセス道路へと路線の区域が変更された。

### 路線データ
- 起点：諏訪郡原村字払沢（上室内交差点、長野県道196号神ノ原青柳停車場線交点）
- 終点：諏訪郡富士見町富士見（神戸橋西交差点、国道20号交点）

## 通過する自治体
- 諏訪郡
  - 原村 - 富士見町

## 交差・接続する道路
- 長野県道196号神ノ原青柳停車場線 - 諏訪郡原村字払沢（上室内交差点、起点）
- 中央自動車道諏訪南インターチェンジ - 富士見町富士見（諏訪南IC入口交差点）
- 国道20号 - 諏訪郡富士見町富士見（神戸橋西交差点）